# Pier Francesco Ferrero
Pier Francesco Ferrero (Biella, 1510 - Roma, 14 de novembro de 1566), foi um cardeal do século XVII.

## Biografia
Nasceu em Biella em 1510, Biella, feudo de sua família, diocese de Vercelli. Da nobre família do signori de Casavalone. Filho de Godofredo Ferrero e de sua segunda esposa, Margherita Sanseverino. Seu primeiro nome também está listado como Pier Giovanni Francesco e seu sobrenome como Ferreri. Irmão do Cardeal Filiberto Ferrero (1549). Sobrinho dos Cardeais Gianstefano Ferrero (1500); e Bonifácio Ferrero (1517). Tio do Cardeal Guido Luca Ferrero (1565). Outro membro da família foi o cardeal Antonio Ferrero (1505).
Uomo per prudenza e letterature chiarissimo. (Nenhuma informação educacional adicional encontrada).
Abade de S. Stefano, Vercelli, 1527-1550.
Eleito bispo de Vercelli em 20 de dezembro de 1536. Consagrado (nenhuma informação encontrada). Abade comendador de S. Michele della Chiusa 1538-1539. Abade comendador de S. Stefano di Ivrea, 1549-1560. Vice-legado em Bolonha, 1540, quando o legado era seu tio, o cardeal Bonifácio. Delegado ao Concílio de Trento, 1552. Auditor do Cardeal Carlo Carafa em Bruxelas, 1557. Núncio em Veneza, 1560 até 1º de março de 1561.
Criado cardeal sacerdote no consistório de 26 de fevereiro de 1561; recebeu o chapéu vermelho e o título de S. Cesareo in Palatio, 3 de junho de 1561. Optou pelo título de S. Agnese in Agone, 10 de novembro de 1561. Renunciou ao governo da diocese, 2 de maio de 1562. Optou pelo título de S. Anastasia, 7 de outubro de 1566.
Morreu em Roma em 14 de novembro de 1566. Sepultado na basílica patriarcal da Libéria, Roma